# Radio Moldova Tineret
Radio Moldova Tineret este un post public de radio ce aparține TRM. Acesta este un post de nișă, primul de acest fel din portofoliul companiei, și face parte din programul de reforme al TeleRadio Moldova, iar publicul-țintă
îl reprezintă adolescenții și tinerii moldoveni. A fost lansat în eter pe 30 octombrie 2012, la ora 6 dimineața în Bălți, pe frecvența 99.4 FM și pe situl
trm.md.
Postul de radio a fost lansat și în Chișinău, pe 15 ianuarie 2024, pe frecvența 105.9 MHz.
Radio Moldova Tineret este difuzat și pe frecvențele:
- Anenii Noi - 98.1 FM
- Basarabeasca - 90.1 FM
- Briceni - 102.6 FM
- Cahul - 89.3 FM
- Cantemir - 96.6 FM
- Căușeni - 100.3 FM
- Copanca, Căușeni - 103.6 FM
- Criuleni - 89.9 FM
- Dondușeni - 95.3 FM
- Edineț - 106.4 FM
- Fălești - 106.6 FM
- Glodeni - 92.5 FM
- Nisporeni - 103.8 FM
- Ocnița - 90.7 FM
- Rezina - 101.9 FM
- Sărata-Galbenă, Hîncești - 107.1 FM
- Șoldănești - 98.1 FM
- Soroca - 94.0 FM
- Ștefan Vodă - 89.8 FM
- Taraclia - 107.0 FM
- Vădeni, Soroca - 95.5 FM
- Varnița, Anenii Noi - 95.4 FM
- Vulcănești - 106.7 FM